# Manatuto (gemeente)
Manatuto is een van de gemeenten van Oost-Timor en is centraal gelegen in het land. Het gemeente ligt zowel in het noorden als in het zuiden aan zee. Ten noorden ligt de Straat van Wetar; in het zuiden de Timorzee.
Manatuto grenst in het oosten aan de gemeenten Baucau en Viqueque. Aan de west-grens liggen Manufahi, Aileu, en Dili. Manatuto heeft 38.580 inwoners (telling 2004).
Naast de officiële talen Tetun en Portugees, spreekt een groot gedeelte van de bevolking ook de Malayo-Polynesische taal Galoli, dat tevens een door de grondwet erkende taal is.